# Maj Borchardt
Maj Borchardt (* 2005 in Berlin) ist eine deutsche Nachwuchsschauspielerin in Film und Fernsehen.

## Leben und Karriere
Maj Borchardt wurde 2005 in Berlin geboren.
Neben ihrer Schauspielkarriere spielt sie professionell Klavier.
Ihr schauspielerisches Debüt gab Maj Borchardt 2023 in den ersten beiden Folgen von Dr. Nice – Hand aufs Herz und Alte Wunden.
Sie ist seitdem in allen weiteren Folgen der Staffel 2 und 3 der Serie zu sehen.
In Dr. Nice spielt sie Lea Koch, die Tochter von Dr. Moritz Neiss und Lydia Koch.
Maj Borchardt lebt in Berlin.

## Filmografie (Auswahl)
- seit 2023: Dr. Nice (Fernsehreihe, 9 Folgen)